# 20-Stunden-Wettfahrt

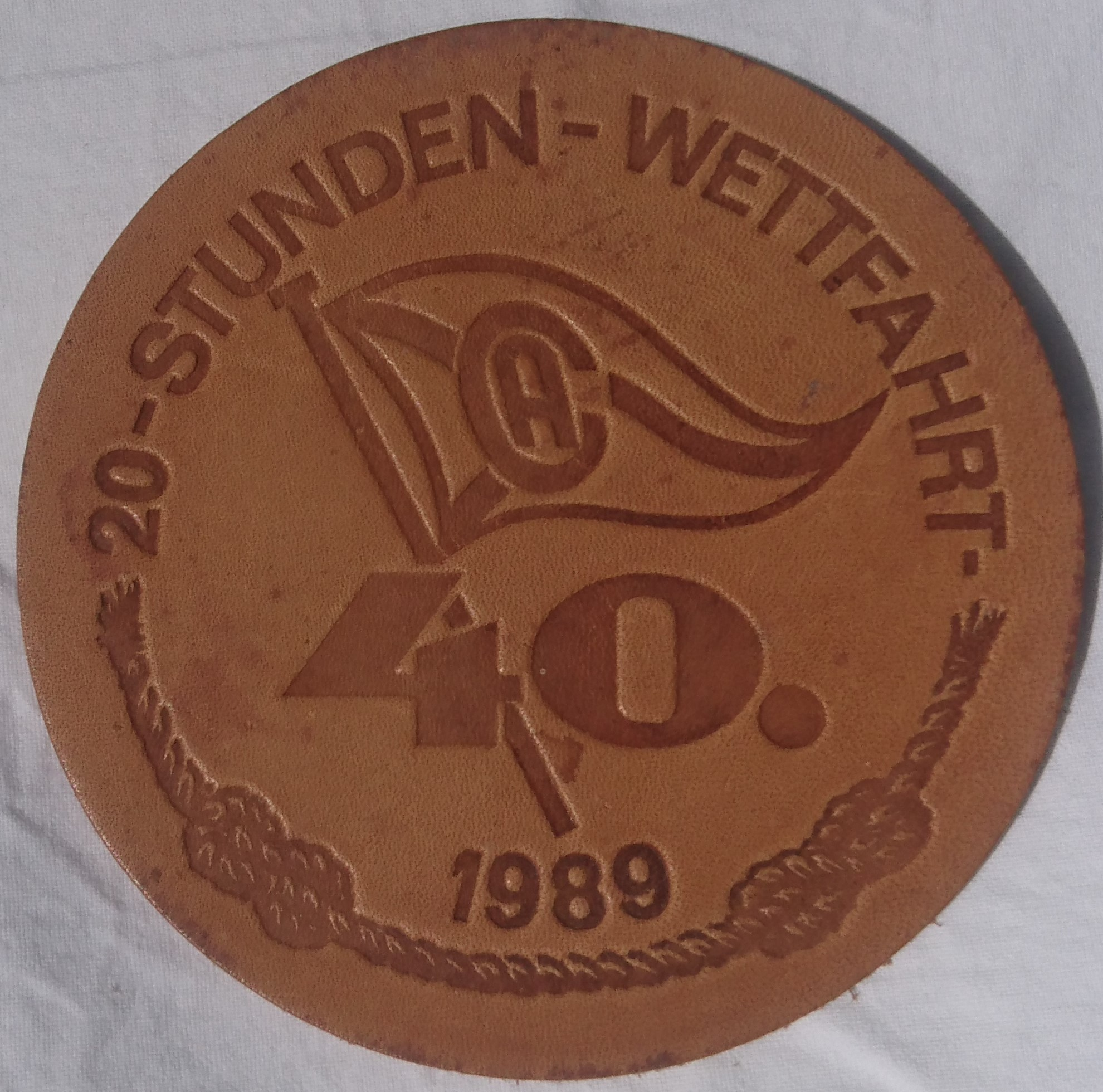
Teilnehmerpräsent von 1989 – mit dem Stander des Vorgängervereins die BSG Chemie Adlershof

Die 20-Stunden-Wettfahrt ist eine von der Seglergemeinschaft am Müggelsee e. V. (SGaM) ausgerichtete Segelregatta, deren Besonderheit darin besteht, dass sie 20 Stunden dauert. Sie gehört damit zu den Langstrecken-Regatten der Binnensegler. Sie findet traditionellerweise an einem Wochenende Ende Mai oder Anfang Juni statt.

## Geschichte
- Die erste 20-Stunden-Wettfahrt fand im Jahr 1950 auf dem Berliner Müggelsee statt.  Sie wurde mit 12 teilnehmenden Booten gestartet.
- 1960 waren bereits 35 Boote zu verzeichnen
- 1970 waren es 91 Segelboote
- Höhepunkt war 1980 mit 163 gemeldeten Booten
- 2019 fand die 70. Auflage der Wettfahrt statt
- erstmals musste 2020 und auch 2021, wegen der COVID-19-Pandemie  die Wettfahrt abgesagt werden

## Ziel und Regeln

Aktueller Rundenrekordhalter Wildepferde vom Segelclub Zeuthen mit 39 Runden.

Das Ziel der Wettfahrt besteht darin, in 20 Stunden eine möglichst große Zahl von Runden auf einem Dreieckskurs auf dem Müggelsee abzusegeln. Zur Teilnahme berechtigt sind Kajütsegelyachten, die so ausgerüstet sind, dass sie die zur Nachtzeit geforderten Positionslichter führen können. In den Anfangsjahren waren auch offene Jollen zugelassen. Die Besatzung jeder Yacht besteht mindestens aus drei Personen, von denen mindestens zwei die erforderlichen Befähigungsnachweise besitzen. Die Wertung erfolgt nach Yardstick (YS) in den YS-Gruppen bis 107, 108 bis 113 und ab 114. Starten mehr als drei Jollenkreuzer der Klassen P, C, R, SR, oder B oder Kielyachten des Typs Jantar 21, werden diese jeweils in einer eigenen Gruppe gewertet.
Von der Regattaleitung wird jährlich neu festgelegt, ob im oder gegen den Uhrzeigersinn gesegelt wird. Die Start- und Ziellinie ist vor der Steganlage der SGaM. Die Bahnmarken des Kurses sind nachts durch gelbe Blinkzeichen gekennzeichnet. Auf der nordwestlichen Seite des Müggelsees begrenzt eine weitere Bahnmarke vor dem Strandbad Müggelsee in Rahnsdorf sowie eine vor den Müggelsee-Terrassen (Rübezahl) auf der südlichen Seite den Kurs.

## Seglerische Leistungen
Im Jahr 2006 wurde aufgrund hervorragender Windbedingungen der bislang von Horst Herrmann mit einem 20er Jollenkreuzer aufgestellte Rundenrekord von 36 Runden von dem Trimaran Wildepferde des Segelclub Zeuthen durch 39 gesegelte Runden überboten. Dabei ist die Zahl der gesegelten Runden nur bedingt vergleichbar, da die Bahnmarken nie exakt an derselben Stelle ausgelegt werden.

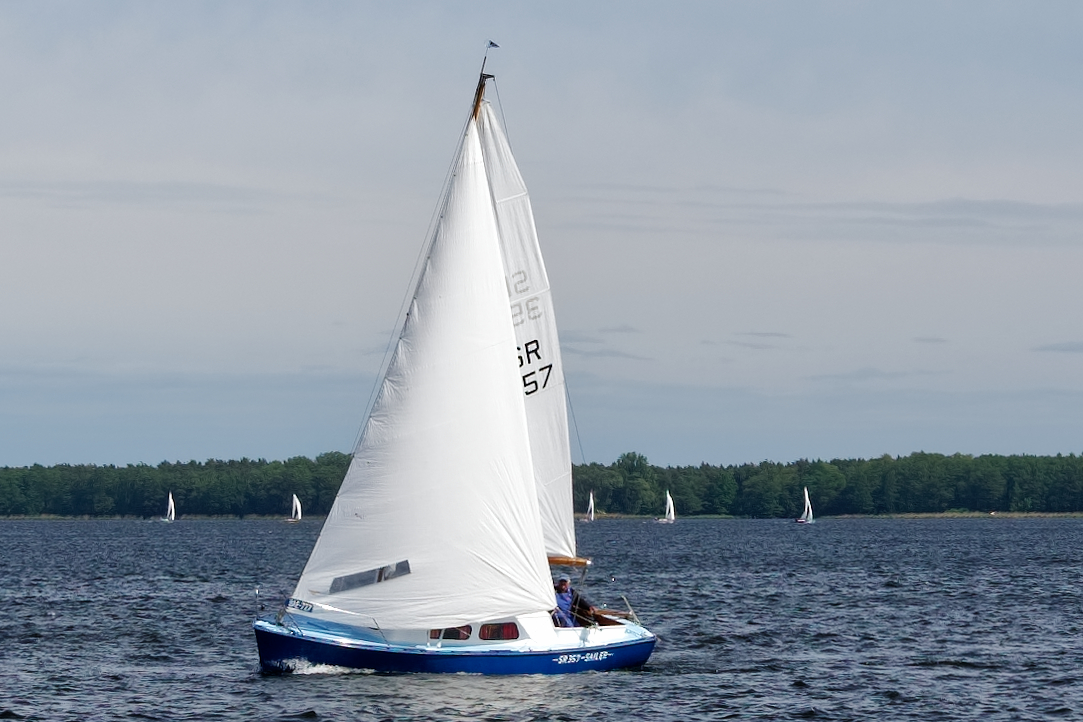
Herbert Both auf SR-357 Sailer bei seiner Teilnahme 2014.

Im Jahr 2018 nahm der Berliner Segler Herbert Both von der Wassersportvereinigung am Langen See zum 49. Mal an der 20-Stunden-Wettfahrt teil. Bis zum Jahr 2016 nahm er 48 Mal in Folge an der Wettfahrt teil. Im Jahr 2017 setzte er aus, weil in diesem Jahr die Wettfahrt auf das Pfingstwochenende gelegt worden war.
Bei seinen ersten Teilnahmen (1969–1977) startete er mit seinem 20er Jollenkreuzer (Segelzeichen R 357) und ab 1978 mit seinem SR-Jollenkreuzer Sailer (Segelzeichen SR 357).